# Berlin (1999)
Berlin – niemiecki uniwersalny okręt zaopatrzeniowy z początku XXI wieku, główny okręt typu 702 (Berlin). Nosi numer burtowy A 1411. Znajduje się w służbie Marynarki Niemieckiej od 2001 roku.

## Budowa
„Berlin” stał się pierwszym okrętem nowego typu okrętów zaopatrzeniowych zbudowanych dla Marynarki Niemieckiej (Deutsche Marine) na przełomie XX i XXI wieku, nazwanego jako typ 702 (niem. Klasse 702) lub typ Berlin, od jego nazwy. Stały się one największymi okrętami marynarki Niemiec w chwili wejścia do służby. Są to okręty pomocnicze służące do szerokiego wsparcia logistycznego i medycznego grup zadaniowych okrętów.
Budowę okrętu zamówiono 15 października 1997 roku. Stępkę pod budowę położono 4 stycznia 1999 roku, wodowano go 30 kwietnia tego samego roku, a wszedł do służby 11 kwietnia 2001 roku. Pierwotnie planowana nazwę „Schwarzwald”, ostatecznie nadano mu nazwę „Berlin”, od stolicy Niemiec. Zbudowano go, wraz z kolejną jednostką, w stoczni Flensburger Schiffbau-Gesellschaft (FSG) we Flensburgu.

## Opis
Okręt ma wyporność pełną 20 240 ts. Długość wynosi 173,7 m, szerokość 24 m, a zanurzenie 7,6 m. Napęd stanowią dwa silniki wysokoprężne MAN Diesel 12V 32/40 o mocy po 5340 kW z przekładniami redukcyjnymi, napędzające dwie czteropłatowe śruby o regulowanym skoku. Napęd zapewnia osiąganie prędkości do 20 węzłów i zasięgu do 9900 mil morskich. Na dziobie znajduje się ster strumieniowy. Energię elektryczną zapewniają cztery generatory wysokoprężne o mocy po 1200 kW.

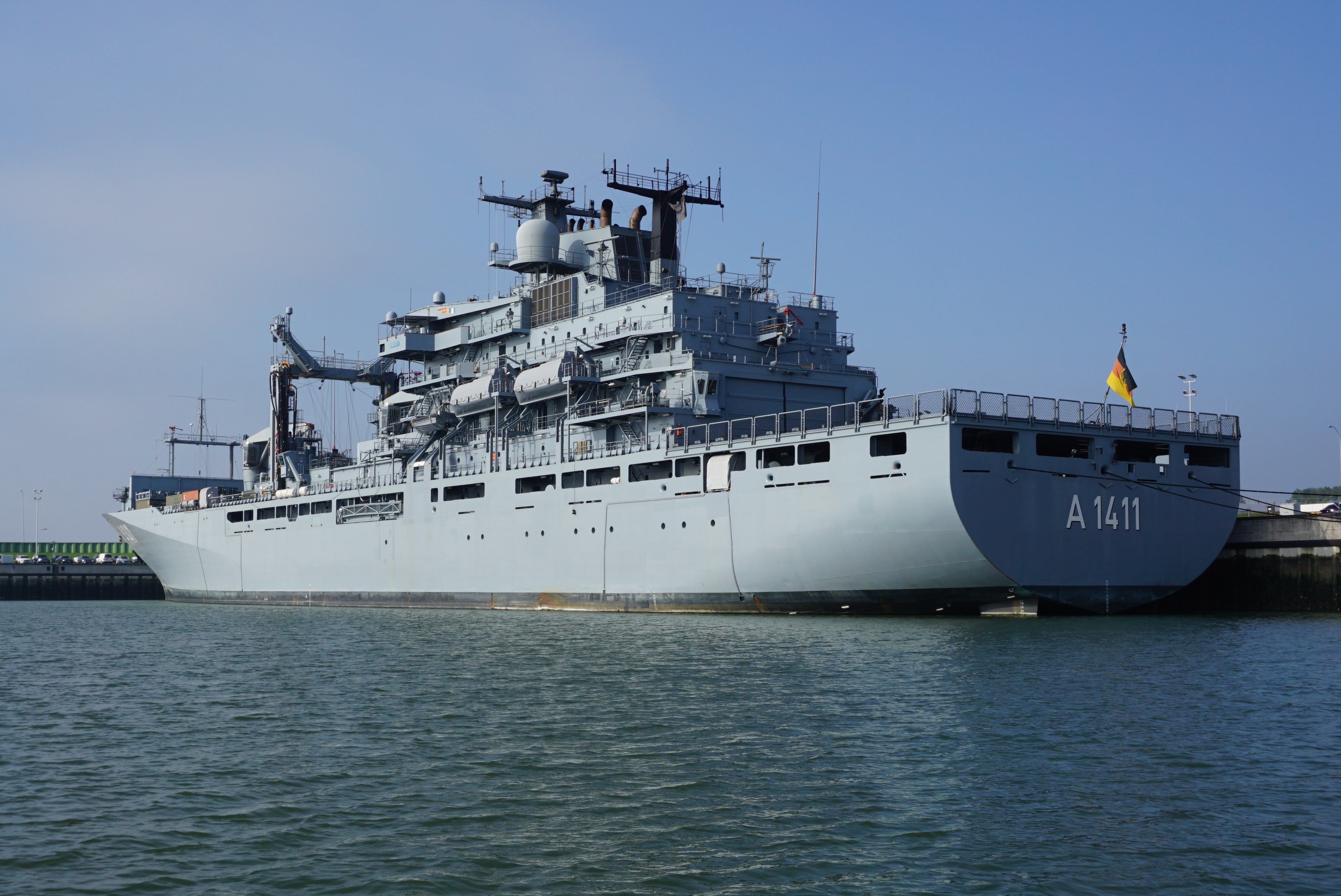
„Berlin” od rufy

Okręt może transportować 7600 ton paliwa okrętowego, 490 ton paliwa lotniczego, 126 ton oleju smarnego, 195 ton amunicji, 125 ton produktów zamrożonych, 100 ton innych zapasów, 1330 ton wody pitnej i 84 standardowe kontenery. Wyposażony jest w urządzenia do zaopatrywania okrętów w morzu (RAS) oraz dwa 24-tonowe żurawie. Bazują na nim dwa śmigłowce Sea King lub NH90, łącznie z ich hangarowaniem.
Modułowy szpital okrętowy wyposażony jest w 45 łóżek na oddziale ogólnym i 4 na intensywnej terapii.
Uzbrojenie jest wyłącznie obronne i stanowią je cztery działka automatyczne MLG kalibru 27 mm. Może również przenosić naramienne zestawy pocisków przeciwlotniczych Stinger.

## Służba

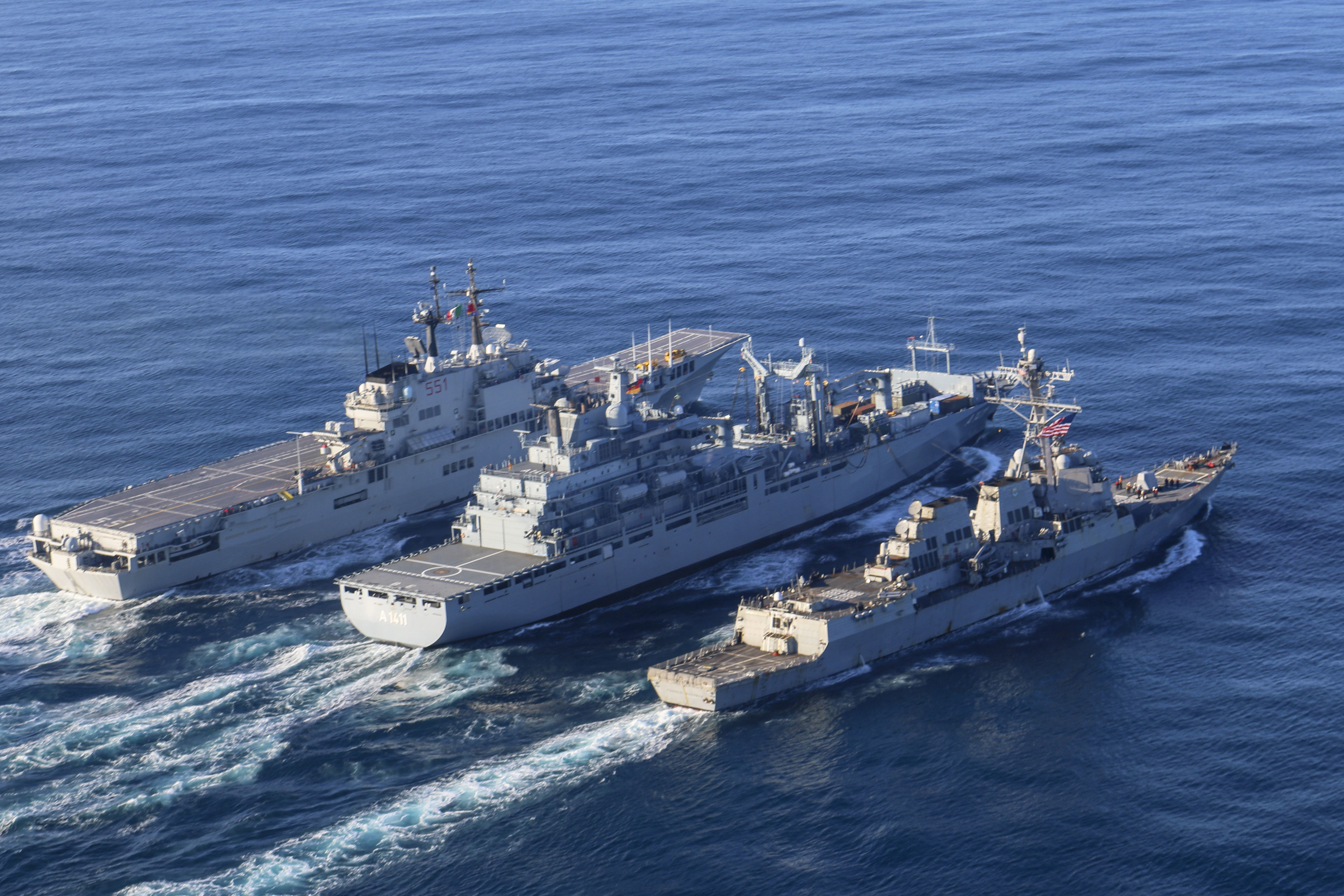
„Berlin” uzupełnia zapasy włoskiego lotniskowca „Giuseppe Garibaldi” i amerykańskiego niszczyciela USS „Forrest Sherman” na Morzu Północnym, 3 marca 2022 roku

Po wejściu do służby „Berlin” wspierał działania okrętów niemieckich i innych państw NATO, także podczas misji zagranicznych. W 2004 roku brał udział w międzynarodowych manewrach Baltops na Bałtyku i przebywał wówczas w Gdyni . W 2005 roku udzielał pomocy ofiarom tsunami na Sumatrze w prowincji Aceh.
W styczniu 2009 roku wchodził w skład stałego zespołu okrętów NATO SNMG 2. Brał następnie udział w działaniach antypirackich w ramach operacji Unii Europejskiej o kryptonimie „Atalanta” w Rogu Afryki od kwietnia do lipca 2009, od stycznia do czerwca 2012 i od czerwca do października 2014 roku. Od 7 maja do początku czerwca 2015 roku wraz z fregatą „Hessen” uratował łącznie 3419 imigrantów forsujących na łodziach Morze Śródziemne.
W czerwcu 2016 roku wziął udział w międzynarodowych manewrach Baltops na Bałtyku.
Od kwietnia do września 2020 roku „Berlin” wchodził w skład zespołu NATO SNMG 2 na Morzu Egejskim, pod dowództwem kmdra por. Stefana Klatta, ustanawiając rekord najdłuższego czasu w morzu bez zejścia na ląd w historii niemieckiej marynarki wojennej (pięć i pół miesiąca), w celu uniknięcia zakażenia na początku pandemii COVID-19, przepływając ponad 36 000 mil morskich. Powrócił do macierzystego portu Wilhelmshaven 17 września tego roku.
Od 5 marca 2021 roku „Berlin” brał udział w operacji Unii Europejskiej o kryptonimie „Irini” na Morzu Śródziemnym, w celu egzekwowania embarga ONZ na broń w wojnie w Libii i monitorowania nielegalnego eksportu ropy naftowej z Libii. W celu ułatwienia kontroli statków zaokrętowano na nim po raz pierwszy dwa śmigłowce Sea Lynx z 5 Dywizjonu Lotnictwa Morskiego w Nordholz. Operacja trwała do 10 lipca, przeszukano podczas niej pięć statków, a z okrętu operowała także litewska grupa abordażowa.